# Victims of Deception
Victims of Deception ist das zweite Studioalbum der US-amerikanischen Thrash-Metal-Band Heathen. Es erschien im März 1991 über Roadrunner Records. Es ist das letzte Studioalbum vor der vorläufigen Bandauflösung 1992 und dem 2010 erschienenen The Evolution of Chaos.

## Entstehungsgeschichte
Nach der Veröffentlichung von Breaking the Silence bekam die Band Probleme mit der damaligen Plattenfirma Combat sowie mit Management und Anwalt, letztere wurden gewechselt. Der neue Anwalt verhalf Heathen dazu, den Vertrag mit Combat aufzulösen, da die Firma Vertragsbrüche begangen hatte. Die Band sandte Demos an Major-Labels, die auch Interesse bekundeten, die Band aber vertrösteten. Das Klima in der Band wurde schlechter, nacheinander verließen der frühere Bassist „Yaz“ Jastremski, Schlagzeuger Carl Sacco und Sänger David White die Band. Nach einer Übergangsphase mit Ex-Exodus-Sänger Paul Baloff, der aber laut Gitarrist Lee Altus „nicht der richtige“ für die Band war, und Whites Rückkehr setzte man sich selbst eine Frist für die Labelsuche. Als sich kein Majorlabel fand, unterschrieb die Gruppe für Victims of Deception bei Roadrunner.
Nachdem sich nach dem Ausstieg von Jastremski kein geeigneter Nachfolger gefunden hatte, entschieden sich Heathen, das Album von Blind-Illusion-Bassist Marc Biedermann, der als einer der besten Bassisten der Bay Area galt, einspielen zu lassen. Auch hatte man Jason Newsted von Metallica und Primus-Bassist Les Claypool in die engere Auswahl genommen. Mit Randy Laire wurde kurz nach der Albumveröffentlichung ein neuer Bassist engagiert, der wie der kurz zuvor verpflichtete Schlagzeuger Darren Minter aus Sacramento stammte. Laire kam Ende 1991 bei einem Autounfall ums Leben.
Die Produktion übernahm die Band hauptsächlich selbst, da sie mit dem Klang von Breaking the Silence nicht zufrieden gewesen war. Toningenieur Rob Beaton habe sich aber im Laufe der Produktion zu einem „sechsten Bandmitglied“ entwickelt und „viele gute Ideen“ gehabt. Thaen Rasmussen ist als Gast-Gitarrist bei Guitarmony und Prisoners of Fate zu hören. Singleauskopplungen waren Kill the King (eine Rainbow-Coverversion) und Prisoners of Fate. Ursprünglich geplanter Titel des Albums war Opiate of the Masses, nach dem Album Oppressing the Masses von Vio-lence aus dem Vorjahr wurde dieser jedoch fallengelassen.
2006 erschien eine auf 2.000 Stück limitierte Wiederveröffentlichung als Digipak bei Metal Mind Productions.

## Texte
Wie schon der Bandname andeutete, setzte sich die Band unter anderem kritisch mit Religion auseinander, so im Stück Hypnotized, für dessen Intro eine Predigt des Evangelisten Jim Jones verwendet wurde. In dem Lied geht es um Prediger, die Religionen benutzen, um sich zu bereichern. Opiate of the Masses handelt – inspiriert vom damaligen Zweiten Golfkrieg – von Diktatoren wie Saddam Hussein. Altus unterstützte damals den Krieg der Alliierten gegen Saddam und sprach sich kritisch gegenüber Waffenexporten aus westlichen Ländern aus.

## Titelliste
| #  | Titel                     | Urheber                        | Länge |
| -- | ------------------------- | ------------------------------ | ----- |
| 1  | Hypnotized                | Altus, White                   | 8:36  |
| 2  | Opiate of the Masses      | Altus, White                   | 7:51  |
| 3  | Heathen’s Song            | Altus, White, Sanguinetti      | 9:26  |
| 4  | Kill the King             | Blackmore, Dio, Powell         | 3:34  |
| 5  | Fear of the Unknown       | Altus, White                   | 7:09  |
| 6  | Prisoners of Fate         | Altus, White                   | 6:21  |
| 7  | Morbid Curiosity          | Piercy, White                  | 6:28  |
| 8  | Guitarmony                | Piercy                         | 3:31  |
| 9  | Mercy Is No Virtue        | Altus, White                   | 6:28  |
| 10 | Timeless Cell of Prophecy | Altus, White                   | 5:23  |
| 11 | Hellbound                 | Bonusstück, Tygers of Pan Tang | 3:40  |

## Rezeption
Victims of Deception erhielt sehr gute Kritiken. Frank Trojan vom Rock Hard schrieb, das Album reihe sich kompositorisch „in die Elite der ganz Großen problemlos ein“, aber vor allem auch wegen der Gitarrenarbeit von Piercy und Altus. Dazu käme die „glasklare, aber überaus brutale Produktion, die sozusagen das i-Tüpfelchen bildet.“ 9,5 von 10 Punkten seien „fast schon zu wenig“. Die Redaktion wertete die Platte auf Platz 1 der monatlichen „Redaktionscharts“ noch vor Sepulturas Arise . Auch in der 2004 erschienenen Bestenliste des Magazins mit 500 Titeln taucht Victims of Deception auf, hier auf Rang 136. Thomas Kupfer sprach von einem „Feuerwerk an musikalischer Qualität und Präzision“. Im Metal Hammer vergab Uwe „Buffo“ Schnädelbach mit sieben die Höchstpunktzahl. Er zählte Victims of Deception zu den „besten Speed/Thrash-Releases der letzten zwölf Monate“. Songs wie Prisoners of Fate könnten auch aus der Feder von Metallica stammen. Im „Soundcheck“ der Zeitschrift belegte das Album jedoch nur den elften Platz. Hier landeten Sepultura, Mind Funks selbstbetitelte Platte oder auch The Almighty mit Soul Destruction deutlich weiter vorne.